# Antoniów (Ozimek)

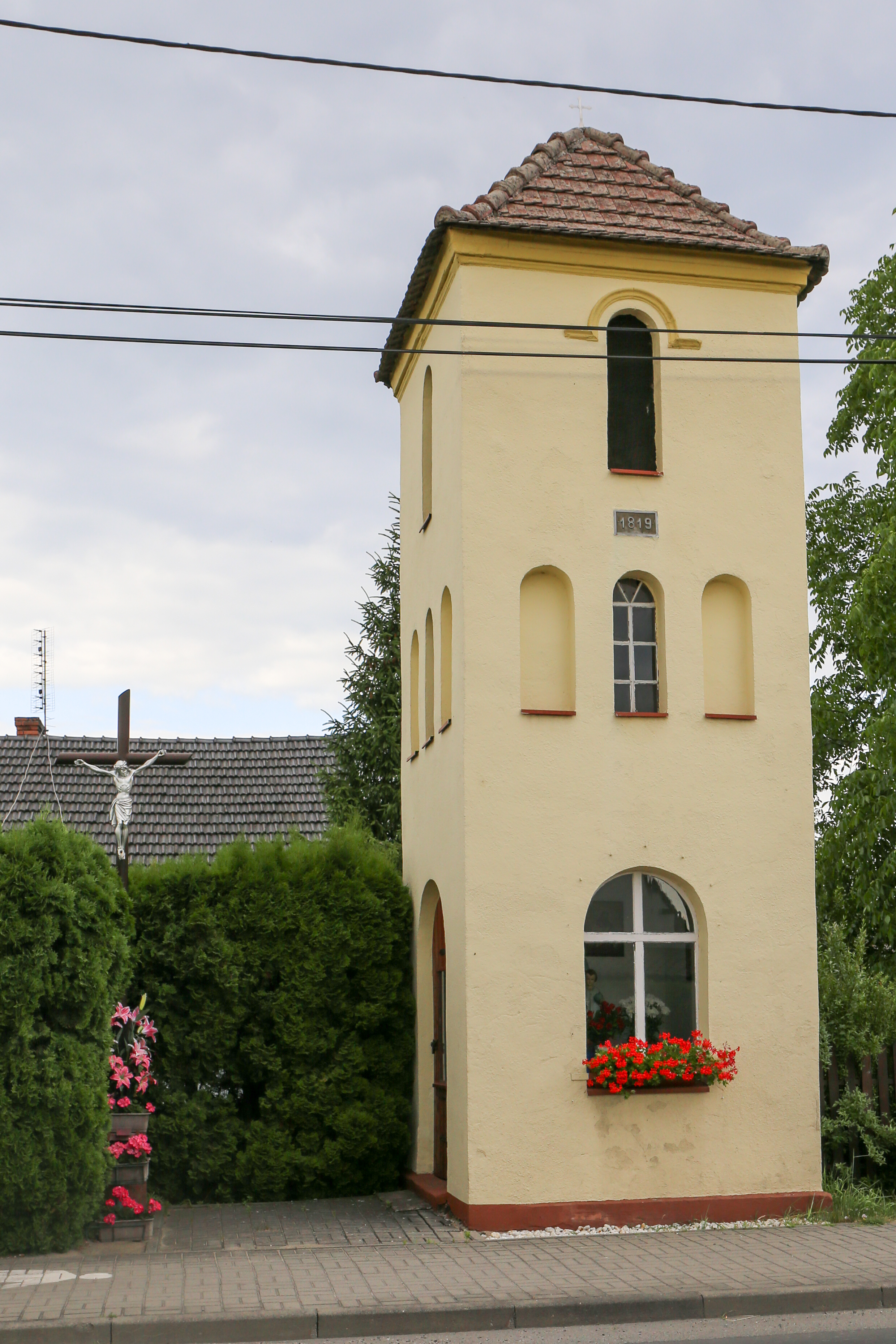
Die dreistöckige Glockenkapell

Antoniów (deutsch Antonia) ist eine Ortschaft in Oberschlesien. Antoniów liegt in der Gemeinde Ozimek (Malapane) im Powiat Opolski in der polnischen Woiwodschaft Opole.

## Geographie

### Geographische Lage
Antoniów liegt drei Kilometer nordwestlich vom Gemeindesitz Ozimek (Malapane) und 18 Kilometer östlich von der Kreisstadt und Woiwodschaftshauptstadt Opole. Östlich des Dorfes fließt die Mała Panew (dt. Malapane).
Der Ort liegt südöstlich des Turawa-Stausees. Durch den Ort verläuft die Woiwodschaftsstraße Droga wojewódzka 463.

### Nachbarorte
Nachbarorte von Antoniów sind im Nordwesten Szczedrzyk (Sczedrzik), im Norden Dylaki (Dyloken) und im Südosten der Gemeindesitz Ozimek (Malapane).

## Geschichte
Das Dorf wurde ab 1780 innerhalb der Friderizianischen Kolonisation unter Friedrichs dem Großen als Holzfällerkolonie für das Hüttenwerk Malapane gegründet. Im Straßendorf wurden 40 Stellen mit Doppelhäusern für je zwei Familien geschaffen. Anfangs wurden Köhler aus „dem Nassauischen“ angeworben. Später wurden heimische Arbeiter aus Oberschlesien angesiedelt, daher dominierte im Ort die polnische Sprache.
Die Namensvergabe erfolgte nach dem weiblichen Vornamen, eine konkrete Person ist nicht belegbar. Die Benennung nach männlichen oder weiblichen Vornamen war eine während der Kolonisation praktizierte Variante. In bekannten Verordnungen zur Namensbeilegung wurde die namensgebende Person nicht genannt.
Nach der Neuorganisation der Provinz Schlesien gehörte die Landgemeinde Antonia ab 1816 zum Landkreis Oppeln im Regierungsbezirk Oppeln. 1821 wurde eine katholische Schule gegründet, die neben den Schülern aus Antonia auch von Schülern aus Schodnia besucht wurde. 1845 bestanden im Dorf eine katholische Schule und 54 weitere Häuser. Im gleichen Jahr lebten in Antonia 358 Menschen, davon 37 katholisch und acht jüdisch. 1874 wurde der Amtsbezirk Malapane gegründet, welcher aus den Landgemeinden Antonia, Hüttendorf, Königlich Karmerau, Kreuzthal und Schodnia und dem Gutsbezirk Malapane, Hüttenwerk bestand. 1865 hatte der Ort 40 Kolonisten und 13 Häusler. 1885 hatte der Ort 356 Einwohner.
Bei der Volksabstimmung in Oberschlesien am 20. März 1921 stimmten 189 Wahlberechtigte für einen Verbleib bei Deutschland und 105 für Polen. Antonia verblieb beim Deutschen Reich. 1933 lebten im Ort 937 Einwohner. Am 1. April 1939 wurde Antonia in die Stadt Malapane eingemeindet. Bis 1945 befand sich der Ort im Landkreis Oppeln.
Als Folge des Zweiten Weltkrieges kam der bisher deutsche Ort 1945 an Polen, der Woiwodschaft Schlesien angeschlossen und zum 28. Juni 1948 in Antoniów umbenannt. 1950 kam der Ort zur Woiwodschaft Opole. 1999 kam der Ort zum wiedergegründeten Powiat Opolski. 2011 lebten 1180 Menschen im Ort.

## Sehenswürdigkeiten
- Dreistöckige Glockenkapelle
- Wegekreuz

## Vereine
- Deutscher Freundschaftskreis
- Freiwillige Feuerwehr OSP Antoniów